# Cortaderia archboldii
Cortaderia archboldii är en gräsart som först beskrevs av Albert Spear Hitchcock, och fick sitt nu gällande namn av Henry Eamonn Connor och Elizabeth Edgar. Cortaderia archboldii ingår i släktet Cortaderia, och familjen gräs. Inga underarter finns listade i Catalogue of Life.